# Malabar Circle Ås
Malabar Circle Ås, född 25 januari 1999 i Vislanda, Kronobergs län, är en svensk varmblodig travhäst. Han tränades av Svante Båth (2001–2006) och kördes av Torbjörn Jansson. I slutet av karriären tränades han i ett par månader 2006 av Jerry Riordan.
Malabar Circle Ås tävlade åren 2001–2006 och sprang in 13,1 miljoner kronor på 73 starter varav 24 segrar, 15 andraplatser och 8 tredjeplatser. Han tog karriärens största segrar i de båda E3-finalerna (2002), Svenskt Trav-Kriterium (2002), Prix de Roederer (2004), Grote Prijs der Giganten (2005) och Gran Premio Lotteria (2006). Han kom även tvåa i Svensk Uppfödningslöpning (2001), Prix Marcel Laurent (2003), Gran Premio delle Nazioni (2005) och Gran Premio Freccia d'Europa (2006).
Han tillhör den skara hästar som vunnit både långa E3 och korta E3 i klassen för hingstar och valacker.

## Karriär
Malabar Circle Ås började tävla som tvååring i Svante Båths regi. Han gjorde sin första start den 2 augusti 2001 på Bergsåker travbana, i ett lopp där han kom trea trots att han galopperat i loppet och därmed tappat flera meter. Debutloppet följdes upp med fem raka segrar, bland annat i finalen av E3:s Tvååringsbonus den 23 oktober 2001 på Sundbyholms travbana. Den 25 november 2001 kom han även på andraplats i Svensk Uppfödningslöpning på Jägersro. Under treåringssäsongen (2002) var han kullens dominant inom svensk travsport då han vann långa E3 den 29 juni på Bergsåker, korta E3 den 17 augusti på Romme travbana och Svenskt Travkriterium den 6 oktober på Solvalla. Säsongen 2003 tog han bland annat en andraplats i Konung Gustaf V:s Pokal den 3 maj på Åbytravet.
Under första hälften av säsongen 2004 tävlade Malabar Circle Ås på Vincennesbanan utanför Paris i Frankrike. Han vann där Prix de Roederer den 17 januari, och efter segern beslutade tränare Båth att starta honom i 2004 års upplaga av Prix d'Amérique den 25 januari. I Prix d'Amérique kördes han av kusken Torbjörn Jansson. Ekipaget slutade oplacerade. Han startade i Prix d'Amérique även 2005, då med italienaren Andrea Guzzinati i sulkyn. Ekipaget slutade oplacerade. Starten i 2005 års upplaga av Prix d'Amérique kom att bli Malabar Circle Ås sista start i Båths regi då han sedan flyttades till tränare Jerry Riordan. Hos Riordan gjorde Malabar Circle Ås totalt åtta starter under säsongen 2006 och segrade bland annat i Gran Premio Lotteria i Italien. Malabar Circle Ås avslutade sin tävlingskarriär när han gjorde sin sista start den 30 augusti 2006. Han har sedan dess varit avelshingst. Bland avkommorna finns bland andra stoet Frillan Filiokus som sprang in 2,4 miljoner kronor på 88 starter.